# Joel Rose
Pour les articles homonymes, voir Rose.
Joel Rose, né le 1er mars 1948 à Los Angeles, en Californie, aux États-Unis, est un écrivain américain, auteur de roman policier et de roman graphique.

## Biographie
Il grandit à New York. Il fait des études de littérature au Hobart College (en), puis à l'université Columbia. Il travaille pour le New York Times et le Newsday.
Avec Richard Hell, Kathy Acker, Dennis Cooper, Bruce Benderson, David Wojnarowicz, il figure dans les premiers numéros du magazine underground publié à New York en 1983 par Catherine Texier (en) : Between C & D (en).
En 1988, il publie son premier roman, Mort aux pauvres (Kill the Poor) dans lequel il fait « le portrait saisissant de l'Amérique multiraciale et de ses diverses classes sociales, du SDF shooté au crack à l'apprenti bourgeois ». Son second roman À fleur de peau (Kill Kill Faster Faster) paru en 1997 est un « récit poignant, dans lequel la sexualité et la violence sont décrites avec crudité, [et] utilise le langage de la rue et l'argot des Noirs new-yorkais ».

## Œuvre

### Romans
- Kill the Poor (1988) Publié en français sous le titre Mort aux pauvres, Paris, Payot & Rivages, coll. « Écrits noirs » (1999)  (ISBN 2-7436-0452-2)
- Kill Kill Faster Faster (1997) Publié en français sous le titre À fleur de peau, Paris, Fleuve noir (2000)  (ISBN 2-265-06585-4) ; réédition sous le titre Kill Kill Faster Faster, Paris, La Manufacture de livres (2012)  (ISBN 978-2-35887-043-6) ; réédition, Paris, Point, coll. « Point Roman noir » no P3014 (2013)  (ISBN 978-2-7578-3147-2)
- The Blackest Bird (2007) Publié en français sous le titre Noir corbeau, Éditions Anne Carrière (2007)  (ISBN 978-2-8433-7464-7) ; réédition Point, coll. « Point thriller » no P2004 (2008)  (ISBN 978-2-7578-0444-5)

### Romans graphiques
- The Big Book of Thugs (2001)
- Get Jiro! (2012) (coécrit avec Anthony Bourdain)
- Get Jiro: Blood and Sushi (2015) (coécrit avec Anthony Bourdain)

### Autre ouvrage
- New York Sawed in Half: An Urban Historical (2001)

## Filmographie

### Adaptations au cinéma
- 2003 : Kill the Poor, film américain réalisé par Alan Taylor, adaptation du roman éponyme
- 2008 : Kill Kill Faster Faster (en), film américain réalisé par Gareth Maxwell Roberts, adaptation du roman éponyme

### Scénario pour la télévision
- 1995 : Dead Weekend, téléfilm américain réalisé par Amos Poe (en)

### Article lié
- Blank Generation (mouvement)